# Łącznik bezmechanizmowy
Łącznik bezmechanizmowy (ang. mechanism less switching device) – łącznik zestykowy, którego styki ruchome w stanie otwarcia mogą zajmować dowolne położenie w stosunku do styków nieruchomych.